# Cascata (São Tomé)
Cascata é uma aldeia de São Tomé e Príncipe, localiza-se no Distrito de Lembá, ilha de São Tomé, próxima às localidades de Manuel Morais, António Morais, Fortunato e de Rebordelo.